# Hans Goslinga
Hans Goslinga  (Baambrugge, 1948) is een Nederlandse politiek  journalist en columnist bij het dagblad Trouw. 

## Levensloop
Hans Goslinga groeide op in Alkmaar, waar hij zijn diploma hbs-A haalde aan de Rijks HBS. Zijn journalistieke loopbaan begon hij in 1969 tijdens zijn militaire diensttijd in Suriname als hulpje van de correspondent van het Algemeen Nederlands Persbureau in Paramaribo. Hij zette het vak voort als sport- en algemeen verslaggever van het ANP in Den Haag en Rotterdam. In 1973 stapte hij over naar de parlementaire redactie van de PersUnie, een combinatie van stads- en regionale kranten. In 1978 trad hij in dienst van de parlementsredactie van dagblad Trouw, waar hij in 1993 politiek commentator werd en, in navolging van zijn leermeester in de politieke journalistiek Willem Breedveld, een zaterdagcolumn over de staat van de democratie en de cultuur van ons politieke bestel begon. Na zijn vertrek bij de krant in 2013 zette hij de wekelijkse beschouwing voort als politiek columnist. 
Sinds 2010 maakt Goslinga deel uit van de redactie van het Jaarboek parlementaire geschiedenis, een uitgave van het Centrum voor parlementaire geschiedenis in Nijmegen. Hij schreef een aantal essays over de Nederlandse politiek.

## Onderscheidingen
Goslinga won de Anne Vondelingprijs 2001 voor een aantal artikelen over het leiderschap van premier en PvdA-leider Wim Kok en voor zijn wekelijkse column. De politicus Thom de Graaf prees hem bij de uitreiking als een 'voortreffelijke vertegenwoordiger van de oude journalistiek: rustig, bezonnen en vol argumenten'. 
In 2010 won hij de European Journalist Award voor een artikel in Trouw waarin hij na een bezoek aan de Verenigde Staten het Amerikaanse immigratie- en integratiebeleid vergeleek met de Europese benadering.
NRC-columnist J.L. Heldring zelf koos in 2012 Goslinga tot de eerste winnaar van de Heldringprijs voor de beste columnist van het jaar. Zijn motivering: 'Ik heb veel geleerd van zijn bijdrages in Trouw. Hij legt op een hele rustige en neutrale manier uit hoe besluiten in de Nederlandse politiek tot stand komen, zonder gelijk te oordelen: dit is fout of goed. Dat vind ik een verademing en kom je niet meer veel tegen in de Nederlandse journalistiek'. 